# Miss Italia 1994
Miss Italia 1994 si è svolta a Salsomaggiore Terme in due serate: il 2 e 3 settembre 1994. Il concorso è stato condotto da Fabrizio Frizzi, in diretta da Salsomaggiore Terme. Presidente della giuria artistica è Franco Nero, che ha incoronato la vincitrice del concorso, la ventiduenne Alessandra Meloni di Cagliari. È il primo anno che il concorso è aperto alle donne che sono sposate e  che hanno già avuto figli. La seconda classificata, Beatrice Bocci di San Giovanni Valdarno (AR), infatti, al momento del concorso era già madre di una bambina.

## Piazzamenti
| Risultato finale     | Concorrente                                                                                           |
| -------------------- | --- |
| Miss Italia 1994     | - – Alessandra Meloni                                                                                 |
| Seconda classificata | - – Beatrice Bocci                                                                                    |
| Terza classificata   | - – Letizia Filippi                                                                                   |
| Quarta Classificata  | - – Claudia Parisi                                                                                    |
| Quinta Classificata  | - – Maria Cecilia Cipri                                                                               |
| Top 10               | - – Anna Sartoris - – Alessandra Epis - – Erika Cannini - – Annalisa Mandolini - – Giorgia Di Stefano |

## Altri riconoscimenti

Annalisa Mandolini a Miss Italia 1994.

- Annalisa Mandolini a Miss Italia 1994.Miss Cinema: Stefania Del Zotto (Lazio)
- Miss Eleganza: Giorgia Di Stefano (Umbria)
- Miss Televolto: Annalisa Mandolini (Lazio)
- Miss Moda: Letizia Filippi (Marche)
- Miss Ragazza in Gambissime: Tiziana Di Monte (Abruzzo)
- Miss Wella: Valeria Pavetto (Marche)
- Miss Linea Sprint: Erika Cannini (Emilia-Romagna)
- Miss Sorriso: Claudia Parisi (Liguria)
- Miss Del Verde: Beatrice Bocci (Toscana)
- Miss Top Model Tomorrow: Michela Ferretti

## Le 40 miss partecipanti alla serata finale
01) Anna Sartoris (Miss Piemonte)

02) Priscilla Anselmo (Miss Valle d'Aosta)

04) Alessandra Epis (Miss Lombardia)

09) Erika Cannini (Miss Romagna)

10) Beatrice Bocci (Miss Toscana)

12) Valeria Pavetto (Miss Marche)

14) Annalisa Mandolini (Miss Lazio)

15) Giulia Montanarini (Miss Roma)

17) Veronica Ruggeri (Miss Puglia)

18) Antonella Graziano (Miss Calabria)

19) Letizia Cattafi (Miss Sicilia)

21) Simona Zorioni (Miss Cinema Lombardia)

22) Maria Cecilia Cipri (Miss Cinema Calabria)

23) Francesca Gestri (Miss Cinema Toscana)

24) Emanuela Massarella (Miss Cinema Lazio)

25) Arianna Novacco (Miss Eleganza Friuli Venezia Giulia)

26) Silvia Casentini (Miss Eleganza Emilia)

27) Rossella D'Ambrosio (Miss Sorriso Piemonte)

28) Elisa Rampi (Miss Sorriso Lombardia)

29) Alessandra Carbognin (Miss Sorriso Veneto)

34) Stefania Del Zotto (Miss Sorriso Lazio)

35) Tiziana Di Monte (Miss Sorriso Abruzzo)

38) Loretta Cecchin (Miss Wella Triveneto)

39) Silvia Dalla Riva (Miss Wella Veneto)

40) Claudia Cravedi (Miss Wella Emilia)

41) Alessandra Broi (Miss Wella Romagna)

42) Claudia Cigolini (Miss Wella Toscana)

45) Dora Ranalli (Miss Wella Umbria)

46) Francesca Addati (Miss Wella Lazio)

48) Alessandra Meloni (Miss Wella Sardegna)

49) Claudia Parisi (Miss Bizarre Liguria)

50) Rossana Cattaneo (Miss Bizarre Lombardia)

51) Marzia Lugnan (Miss Bizarre Friuli)

52) Linda Furlan (Miss Bizarre Veneto)

53) Simona Cornacchia (Miss Bizarre Emilia)

54) Bella Furlan (Miss Bizarre Romagna)

56) Letizia Filippi (Miss Bizarre Marche)

57) Francesca Comandini (Miss Bizarre Lazio)

58) Giorgia Di Stefano (Miss Bizarre Umbria)

60) Nicoletta Grillo (Miss Bizarre Calabria)